# Astragalus verrucosus
Astragalus verrucosus — вид квіткових рослин з родини бобових (Fabaceae). Ареал охоплює такі країни: Італія (Сардинія).

## Середовище
Висота проживання: 60–120 метрів. Ця рослина є термофільним видом, типовим для прибережних луків. Основною загрозою є розвиток дозвілля та туризму в місцевості під назвою Торре-дей-Корсарі. Також внутрішні фактори, такі як пригнічення інбридингу та низькі репродуктивні зусилля, вважаються загрозою для виду.